# 元彧
元 彧（げん いく、生年不詳 - 530年）は、北魏の皇族。臨淮王。字は文若。もとの名は亮といい、字を仕明といった。弟は元孝友。

## 経歴
臨淮王元昌（元孚の兄）の子として生まれた。はじめ済南王に封じられた。515年（延昌4年）7月、臨淮王の封を嗣いだ。若くして才能と学問で知られ、名声も高く、侍中の崔光には「黒頭三公」と評された。前軍将軍・中書侍郎に任じられ、給事黄門侍郎に転じた。穆紹と同じ役所につとめるようになると、穆紹の父の穆亮と名を同じくするのが不都合となり、後漢の荀彧の名を慕って、彧と改名した。
524年（正光5年）3月、沃野鎮の破六韓抜陵が反乱を起こすと、元彧は鎮軍将軍・征北将軍・都督北征諸軍事となり、破六韓抜陵を討った。5月、五原で敗れて、官爵を剥奪された。7月、臨淮王の封をもどされた。525年（孝昌元年）1月、都督となり、元法僧の乱の討伐におもむいた。12月、征南大将軍の号を受け、軍を率いて魯陽蛮を攻撃した。527年（孝昌3年）、南朝梁の軍が渦陽を包囲すると、元彧は驃騎大将軍・東道行台となった。
528年（建義元年）4月、爾朱栄が入洛し、河陰の変が起こると、元彧は梁に亡命した。7月、江南から帰国した。8月、儀同三司の位を受けた。後に尚書令・大司馬・録尚書事に任じられた。
530年（永安3年）9月に爾朱栄が死去すると、10月に元彧は司徒公となった。爾朱世隆が洛陽の北で反乱を起こすと、元彧は孝荘帝の命を受けて河陰を守備した。12月、爾朱兆が大軍を率いて洛陽にやってくると、元彧は東掖門から出たところを、爾朱兆の兵に捕らえられた。爾朱兆と面会したが、屈する様子を見せず、爾朱兆の部下たちに殴打されて殺害された。孝武帝のとき、太師・太尉公・雍州刺史の位を追贈された。

## 子女
男子はなかった。
- 盧柔の妻

## 伝記資料
- 『魏書』巻18 列伝第6
- 『北史』巻16 列伝第4